# David Knight (motociclista)
David Knight (Douglas, 31 maggio 1978) è un pilota motociclistico mannese ritiratosi dall'attività agonistica.

## Carriera
Nativo dell'Isola di Man, è specializzato nelle competizioni di Enduro, dove ha debuttato nel 2000 e ha conquistato i titoli mondiali della categoria "E3" nel 2005 e 2006 alla guida di una motocicletta KTM.
Passato, al termine della stagione 2008, alla squadra ufficiale della BMW Motorrad Motorsport, per competere nella classe "E3", ne ha divorziato nel giugno 2009, per passare a guidare, nelle ultime gare dell'anno una Kawasaki acquistata con fondi propri e con la quale vince all'esordio.
Nella stagione 2010 è tornato alla guida di una KTM e, al termine dell'anno, si è aggiudicato il terzo titolo mondiale, nella categoria E3. Continua a gareggiare nel mondiale fino al termine del 2013, anno in cui annuncia il su ritiro dalle competizioni. Continua comunque a prendere parte a manifestazioni di carattere locale e, a fine 2020, lancia una Raccolta di fondi per prendere parte al Rally Dakar 2021.

## Palmarès
| Mondiali enduro |                 |      |
| Argento         | Mondiale 250 2T | 2001 |
| Argento         | Mondiale 250 2T | 2002 |
| Argento         | Mondiale E3     | 2004 |
| Oro             | Mondiale E3     | 2005 |
| Oro             | Mondiale E2     | 2006 |
| Oro             | Mondiale E3     | 2010 |